# Marjet van Zuijlen
Marjet Marijke van Zuijlen (Bilthoven, 27 januari 1967) is een voormalig Nederlands politicus. Zij was van 1994 tot 2000 namens de Partij van de Arbeid lid van de Tweede Kamer. Na haar overstap naar het bedrijfsleven bleef zij actief in de partij.

## Levensloop
Marjet van Zuijlen groeide op in een leraarsgezin. Zij deed in 1985 eindexamen gymnasium α in Enschede en studeerde vervolgens geschiedenis aan de Rijksuniversiteit Utrecht en politicologie aan de Vrije Universiteit Amsterdam. Daarna werkte zij bij het opleidingsinstituut van de Partij van de Arbeid en enkele jaren als recruiter bij de personeelsdienst van KPN.
In 1994 was zij een van de ontdekkingen van PvdA-voorzitter Felix Rottenberg. Bij de Tweede Kamerverkiezingen van dat jaar kwam zij in het parlement. Daar maakte ze naam als spraakmakend politica van sociaal-liberale snit. Ze hield zich onder meer bezig met liberalisering van de economische wetgeving en mediawetgeving. Tevens was ze fractiesecretaris.
De publicatie van een dagboek over haar werkzaamheden in de politiek en haar relatie met staatssecretaris Rick van der Ploeg werden haar niet in dank afgenomen door al haar fractiegenoten. Korte tijd later maakte ze bekend terug te treden uit de politiek. Hierna ging ze werken als consultant bij Deloitte. Ze maakte in de aanloop van de Tweede Kamerverkiezingen 2006 als vicevoorzitter deel uit van de kandidaatstellingscommissie van de PvdA.

## Publicaties
- Doodgewoon digitaal: over nieuwe media en politiek, Prometheus, Amsterdam, 1997.
- Retour Nĳmegen-Den Haag: dagboek van een politica, Prometheus, Amsterdam, 2000.

- Gemeinsame Normdatei: 122432029
- International Standard Name Identifier: 0000 0000 7864 697X
- Library of Congress Control Number: n00039372
- Nederlandse Thesaurus van Auteursnamen: 155404067
- Parlement.com: vg09lllucjxn
- Virtual International Authority File: 18455015
- WorldCat: E39PBJqQvpgQxRhM44Fkbj74MP